# Oratorio del Santissimo Crocifisso

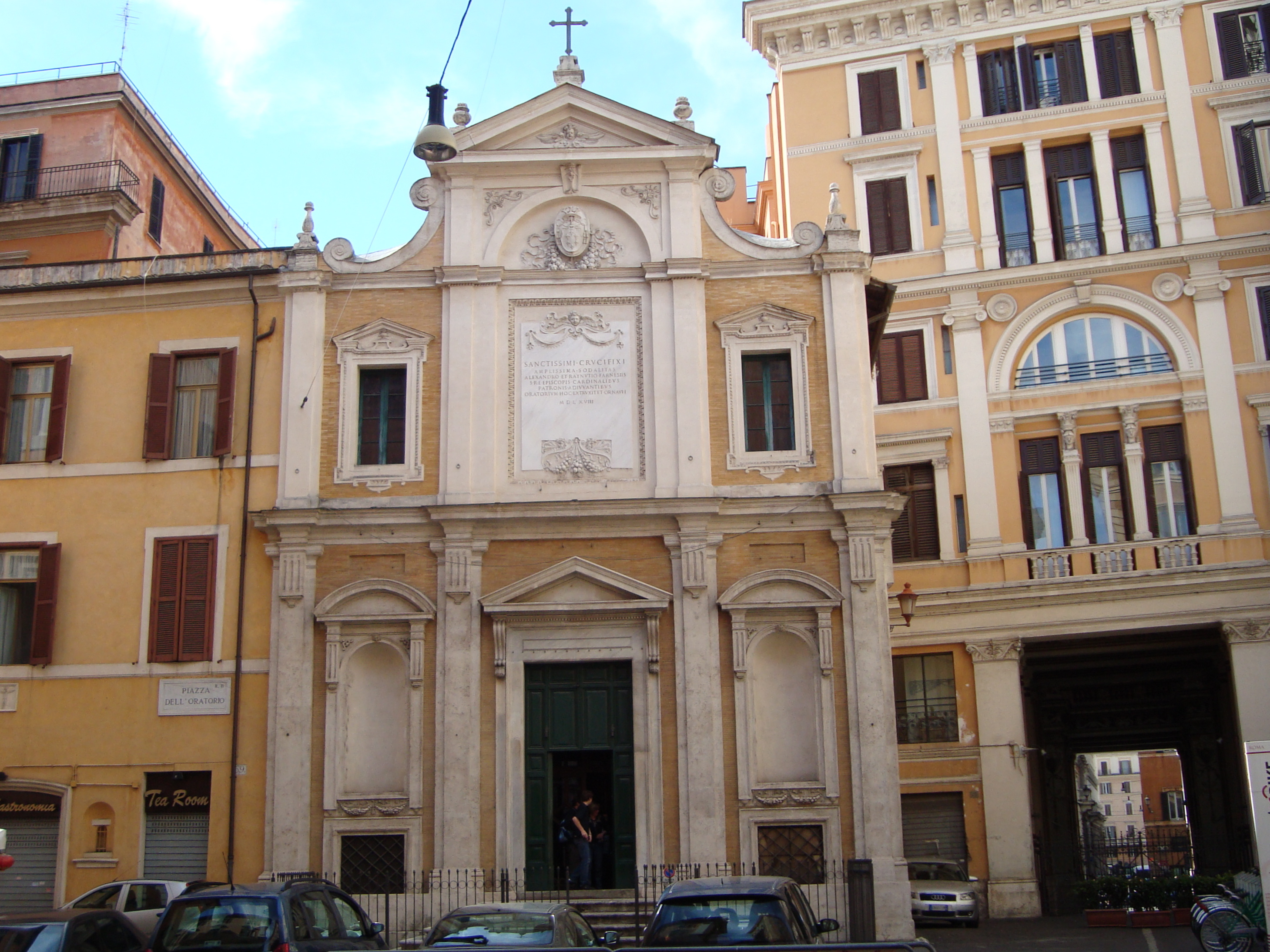
Fachada do oratório.

Oratorio del Santissimo Crocifisso ou Santissimo Crocifisso al Corso é uma igreja na região central de Roma, Itália, perto da igreja de San Marcello al Corso. Servia como oratório e como ponto de encontro para a "Confraternità del SS. Crocifisso", dedicada à devoção do Santíssimo Crucifixo. É conhecida, como o Oratorio del Gonfalone, com quem divide os mesmos artistas, por sua decoração maneirista. 

## História
O edifício foi construído por Giacomo della Porta em 1568, perto da igreja de San Marcello para a confraternidade, fundada para venerar o crucifixo da igreja vizinha. Ela era composta por alguns dos mais ricos homens de Roma, incluindo o cardeal Ranuccio e Alessandro Farnese, sobrinhos do papa. O tema da decoração interior é o "Triunfo da Cruz". Participaram da obra ainda Giovanni de' Vecchi, Cesare Nebbia, Niccolò Circignani e Cristoforo Roncalli. 
Ali se realizaram ainda muitos concertos musicais a partir de 1639, quando as primeiras apresentações de quinze oratórios musicais de Giacomo Carissimi e Emilio de' Cavalieri.